# Lectorium Rosicrucianum
O Lectorium Rosicrucianum (ou Escola Espiritual da Rosacruz Áurea) fundamenta-se
no cristianismo gnóstico e possui fortes influências do catarismo e do hermetismo. Divulga a possibilidade da libertação da roda da vida e da morte por meio de um processo de purificação e subsequente transfiguração - a qual se inicia com a revivificação da centelha divina adormecida no coração dos homens.
O Lectorium Rosicrucianum tem sede em Haarlem, Holanda, e possui núcleos em diversos países da Europa, América do Sul e do Norte, África e Oceania. No Brasil, existem diversos Centros de Conferência, Núcleos e salas de contato, que realizam semanalmente atividades abertas para o público em geral, onde a filosofia dessa Escola é apresentada.

## A herança dos Cátaros
Em 1946, Jan van Rijckenborgh e Catharose de Petri viajaram para a cidade de Albi (França), um dos maiores redutos cátaros existentes no sul da França. Fizeram contato com a herança espiritual da antiga fraternidade cátara, que ali viveu e ensinou há cerca de 700 anos. Suas experiências espirituais durante essa viagem e seu encontro em 1954 com “o último Cátaro”, o sr. Antonin Gadal, levaram à reafirmação da antiga Tríplice Aliança da Luz: Cátaros, Graal e Rosacruz.
A literatura dos fundadores do Lectorium Rosicrucianum, bem como obras de outros mestres espirituais históricos ou atuais são publicadas pela própria editora do Lectorium Rosicrucianum em vários idiomas em diversos países. No Brasil, existem o Instituto Civita Solis e a Editora Pentagrama Publicações
Outro braço da Rosacruz Áurea é sua revista eletrônica chamada Logon onde vários temas da Sabedoria Universal são abordados em uma linguagem acessível, escrita por um grupo de editores (Alunos do Lectorium Rosicrucianum) do mundo todo e em vários idiomas, explorando uma nova perspectiva do desenvolvimento do ser humano e das mudanças na sociedade do século XXI, que emergem na arte, na ciência e na religião.